# Christian Landeta
Christian Landeta Centeno (Ecuador, 1979) es un activista ecuatoriano que ha tenido un impacto en la visibilización, inclusión y defensa de los derechos de las diversidades sexuales y de género en Ecuador, así como de los derechos de las juventudes ecuatorianas.
En 2024, fue nombrado Subsecretario de Diversidades en el Ministerio de la Mujer y Derechos Humanos.

## Biografía

### Educación
Christian Landeta Centeno es un sociólogo graduado de la Universidad de Guayaquil, y en 2024 se encuentra cursando una maestría en Administración Pública en la Universidad Casa Grande.

### Primeros años, activismo y amenazas
Entre los años 1998 a 2019 fue Promotor Juvenil en la fundación Amigos por la Vida; y es entre 2000 y 2009, dirigió el Área de Fortalecimiento Comunitario en esta misma fundación, donde trabajó en el empoderamiento de comunidades vulnerables.
El 18 de agosto de 2001 Landeta Centeno, en ese entonces coordinador del grupo Juventud Arco Iris parte de la Fundación Amigos por la Vida, y tres acompañantes fueron detenidos arbitrariamente por los guardias en Las Peñas. Uno de los amigos de Landeta fue llevado a un restaurante vacío, seguido por Landeta, quien cuestionó a los guardias sobre las razones de la detención. Estos justificaron su acción con comentarios homofóbicos y procedieron a registrar a los cuatro individuos bajo el pretexto de comprobar que no estuvieran armados. Posteriormente, los guardias, bajo órdenes de su superior, extorsionaron a las víctimas, exigiéndoles dinero y quitándole a Landeta su camiseta.
La Fundación Amigos por la Vida, de la cual Landeta también formó parte, denunció el caso al alcalde de Guayaquil, Jaime Nebot, quien respondió desvinculando al municipio de los guardias involucrados; sin embargo, no se inició ninguna acción efectiva por parte de las autoridades locales, desligandose de cualquier responsabilidad. Durante este año él y miembros de su organización recibieron multiples amenazas de muerte.
En 2002 fue coordinador nacional de la Red Nacional por los Derechos Sexuales y Reproductivos de los Jóvenes.
A 2003 era director del departamento de Información, educación y comunicación de la fundación Amigos por la Vida. En este mismo año recibió el premio "Valdivia Juventud" otorgado por la Comisión de la Mujer, el Niño, la Juventud y la Familia del Congreso Nacional del Ecuador en reconocimiento a su labor como activista gay. Durante 200 fue representante en la primera mesa de Jóvenes Líderes conformada por el Municipio de Guayaquil, el Ministerio de Trabajo, la Fundación Nobis, la Pontificia Universidad Católica del Ecuador y la Importadora Regalado.
En 2019, el colectivo activista Frente LGBTI del Ecuador destacó su continuo compromiso con los derechos de la comunidad LGBTI.
Posteriormente, colaboró como tutor y facilitador en el programa "Misión Mis Mejores Años" del Ministerio de Inclusión Económica y Social durante 2018 y 2019. En ese mismo año, se desempeñó como Subcoordinador Nacional de Promoción de la Participación en el Consejo de Participación Ciudadana y Control Social.
En 2020, trabajó como Promotor de Desarrollo de Niñez y Adolescencia para la Fundación World Vision, seguido de su rol como Analista Zonal en el Programa de Educación Integral de la Sexualidad en el Ministerio de Educación en 2021. Durante 2022, participó como Investigador Cualitativo en el Centro de Planificación y Estudios Sociales (CEPLAES), donde estudió los matrimonios y uniones infantiles tempranas o forzadas.
Paralelamente, Landeta ejerció como Director Ejecutivo de Fundación Alianza Igualitaria entre septiembre de 2019 y julio de 2024.
En 2020 estuco encargado del programa de conversación "Pisando fuerte" de Alianza Igualitaria.
Como director de la Fundación Alianza Igualitaria, participó en 2021 en el Encuentro Nacional de Organizaciones LGBTI+, logrando una alianza para promover la inclusión y el reconocimiento de los derechos de estas comunidades.
En 2023 fue Director de la Política Integral de los Derechos de la Población Lgbti+ del Ministerio de la Mujer y Derechos Humanos.
El 28 de mayo de 2024, fue nombrado Subsecretario de Diversidades en el Ministerio de la Mujer y Derechos Humanos, fortaleciendo las políticas públicas inclusivas.

## Posturas
En 2005 Landeta planteó una visión integral de la tolerancia, definiéndola no solo como respeto y reconocimiento de las diferencias, sino también como valoración plena de las personas. Ha sido crítico de la aceptación superficial de la homosexualidad y enfatiza la importancia de compartir y valorar a las personas LGBT+ como iguales. Además, denunció los estereotipos que reducen a los homosexuales a ciertos roles específicos, destacando que también son profesionales en diversos campos como el derecho, la medicina y la ingeniería.
Ha señalado que la discriminación en la familia, las instituciones educativas y la sociedad en general limita el desarrollo personal y profesional, empujando a muchas personas a roles marginalizados o a ocultar su identidad.